# Qualificações para o Campeonato Europeu de Futebol Sub-21 de 2011/Grupo 3
As seleções concorrentes no Grupo 3 das Qualificações para o Campeonato Europeu de Futebol Sub-21 de 2011 são as pertencentes à Itália, País de Gales, Hungria, Bósnia e Herzegovina e Luxemburgo.

## Tabela Classificativa
| Selecção             | Pts | J | V | E | D | GM | GS | +/- |
| -------------------- | --- | - | - | - | - | -- | -- | --- |
| País de Gales        | 13  | 6 | 4 | 1 | 1 | 14 | 5  | +9  |
| Itália               | 10  | 6 | 3 | 1 | 2 | 10 | 5  | +5  |
| Hungria              | 9   | 5 | 3 | 0 | 2 | 7  | 6  | +1  |
| Bósnia e Herzegovina | 7   | 5 | 2 | 1 | 2 | 4  | 5  | -1  |
| Luxemburgo           | 4   | 8 | 1 | 1 | 6 | 2  | 16 | -14 |

| Cores da tabela                      |
| apuramento directo para os play-offs |
| não se qualificou                    |

## Jogos
| 27 de Março 2009 | Luxemburgo | 0 - 0     | País de Gales | Stade Am Deich, Ettelbruck                            |
| 19:30            |            | Relatório |               | Público: 520 Árbitro: CRO Vucemilovic-simunovic (jr.) |

| 31 de Março 2009 | País de Gales                                                       | 5 - 1     | Luxemburgo   | Stebonheath Park, Llanelli             |
| 20:30            | Eardley 11' (g.p.) · Brown 12' · King 34' · Church 41' · Wilson 79' | Relatório | Polidori 57' | Público: 2,924 Árbitro: MLT Marco Borg |

| 6 de Junho 2009 | Hungria                                  | 3 - 0     | Luxemburgo | Győri ETO Stadium, Győr    |
| 20:15           | Présinger 14' · Koman 36' · Korcsmár 72' | Relatório |            | Árbitro: KAZ Artyom Kuchin |

| 10 de Junho 2009 | Luxemburgo | 0 - 1     | Hungria    | Stade Jos Nosbaum, Dudelange |
| 19:30            |            | Relatório | Filkor 26' | Árbitro: MDA Igor Satchi     |

| 12 de Agosto 2009 | País de Gales                              | 4 - 1     | Hungria      | Racecourse Ground, Wrexham |
| 20:30             | Macdonald 16' · Evans 36' 41' · King 90+1' | Relatório | Korcsmár 18' | Árbitro: CYP Christos Elia |

| 4 de Setembro 2009 | Bósnia e Herzegovina | 0 - 1     | Luxemburgo  | Koševo Stadium, Sarajevo   |
| 17:00              |                      | Relatório | Twimumu 75' | Árbitro: BUL Angel Angelov |

| 4 de Setembro 2009 | País de Gales           | 2 - 1     | Itália       | Liberty Stadium, Swansea     |
| 20:45              | Ribeiro 8' · Ramsey 68' | Relatório | Paloschi 23' | Árbitro: RUS Maxim Layushkin |

| 8 de Setembro 2009 | Itália                       | 2 - 0     | Luxemburgo | Stadio Silvio Piola, Novara |
| 21:00              | Poli 45+1' · Balotelli 90+3' | Relatório |            | Árbitro: ALB Albano Janku   |

| 10 de Outubro 2009 | País de Gales   | 2 - 0     | Bósnia e Herzegovina | Racecourse Ground, Wrexham |
| 13:45              | Evans 56' 90+2' | Relatório |                      | Árbitro: CZE Radek Matejek |

| 13 de Outubro 2009 | Itália       | 1 - 1     | Bósnia e Herzegovina | Stadio Danilo Martelli, Mântua |
| 21:00              | Marilungo 8' | Relatório | Corić 30'            | Árbitro: PRT Duarte Gomes      |

| 13 de Novembro 2009 | Hungria                | 2 - 0     | Itália | Győri ETO Stadium, Győr       |
| 16:00               | Németh 15' · Koman 30' | Relatório |        | Árbitro: ENG Mark Clattenburg |

| 17 de Novembro 2009 | Luxemburgo | 0 - 4     | Itália                                        | Stade Josy Barthel, Luxemburgo |
| 17:00               |            | Relatório | Barillà 38' 77' · Soriano 68' · Marilungo 83' | Árbitro: DEN Thomas Vejlgaard  |

| 18 de Novembro 2009 | Bósnia e Herzegovina | 2 - 1     | País de Gales | Grbavica Stadium, Sarajevo |
| 16:00               | Haurdić 29' 66'      | Relatório | Allen 5'      | Árbitro: FIN Petteri Kari  |

| 2 de Março de 2010 | Luxemburgo | 0 – 1     | Bósnia e Herzegovina | Stade Alphonse Theis, Hesperange |
| 19:00              |            | Relatório | Čorić 73' (g.p.)     | Árbitro: LVA Vadims Direktorenko |

| 3 de Março de 2010 | Itália                  | 2 – 0     | Hungria | Stadio Centro d'Italia, Rieti |
| 18:00              | Okaka 25' · Marrone 81' | Relatório |         | Árbitro: FRA Clément Turpin   |

## Artilharia
| 4 golos - WAL Chedwyn Evans 2 golos - BIH Anes Haurdić - BIH Josip Čorić - HUN Vladimir Koman - HUN Zsolt Korcsmár - ITA Antonino Barillà - ITA Guido Marilungo - WAL Andy King | 1 golo - HUN Ádám Présinger - HUN Attila Filkor - HUN Krisztián Németh - ITA Andrea Poli - ITA Luca Marrone - ITA Mario Balotelli - ITA Roberto Soriano - ITA Stefano Okaka Chuka - LUX Ben Polidori - LUX Naby Twimumu | 1 golo (cont.) - WAL Aaron Ramsey - WAL Christian Ribeiro - WAL James Wilson - WAL Joe Allen - WAL Jonathan Brown - WAL Neal Eardley - WAL Shaun Macdonald - WAL Simon Church |